# Jan Michálek
Jan Michálek (21. července 1905, Prostějov – 27. prosince 1990, Praha) byl československý hráč ledního hokeje.

## Klubové statistiky
| Sezona     | Klub            | Soutěž     | Základní část | Základní část | Základní část | Základní část | Základní část | Play off | Play off | Play off | Play off | Play off |
| Sezona     | Klub            | Soutěž     | Z             | G             | A             | B             | TM            | Z        | G        | A        | B        | TM       |
| ---------- | --------------- | ---------- | ------------- | ------------- | ------------- | ------------- | ------------- | -------- | -------- | -------- | -------- | -------- |
| 1931-32    | SK Prostějov    | —          | —             | —             | —             | —             | —             | —        | —        | —        | —        | —        |
| 1932-33    | SK Prostějov    | —          | —             | —             | —             | —             | —             | —        | —        | —        | —        | —        |
| 1933-34    | SK Slavia Praha | —          | —             | —             | —             | —             | —             | —        | —        | —        | —        | —        |
| 1934-35    | SK Slavia Praha | —          | —             | —             | —             | —             | —             | —        | —        | —        | —        | —        |
| 1935-36    | SK Slavia Praha | —          | —             | —             | —             | —             | —             | —        | —        | —        | —        | —        |
| 1936-37    | AC Sparta Praha | TCH        | —             | —             | —             | —             | —             | —        | —        | —        | —        | —        |
| 1937-38    | AC Sparta Praha | TCH        | —             | —             | —             | —             | —             | —        | —        | —        | —        | —        |
| 1938-39    | AC Sparta Praha | TCH        | —             | —             | —             | —             | —             | —        | —        | —        | —        | —        |
| 1939-40    | LTC Praha       | PCM        | —             | —             | —             | —             | —             | —        | —        | —        | —        | —        |
| TCH celkem | TCH celkem      | TCH celkem | —             | —             | —             | —             | —             | —        | —        | —        | —        | —        |

### Reprezentační statistiky
| Rok  | Tým            | Událost | Z | G | A | B | TM |
| ---- | -------------- | ------- | - | - | - | - | -- |
| 1932 | Československo | ME      | 6 | 1 | 0 | 1 | —  |
| 1933 | Československo | MS      | 4 | 0 | 0 | 0 | —  |
| 1934 | Československo | MS      | 0 | 0 | 0 | 0 | —  |
| 1935 | Československo | MS      | 2 | 0 | 0 | 0 | —  |
| 1937 | Československo | MS      | 8 | 0 | 0 | 0 | —  |
| 1938 | Československo | MS      | 5 | 0 | 0 | 0 | —  |
| 1939 | Československo | MS      | 7 | 0 | 0 | 0 | —  |